# Dehydroemetine
Dehydroemetine là một tổng hợp được sản xuất tác nhân chống nguyên sinh tương tự như emetine trong đặc tính chống amip và cấu trúc (họ chỉ khác nhau trong một liên kết đôi bên cạnh các nhóm thế etyl), nhưng nó tạo ra tác dụng phụ hơn. Ở Hoa Kỳ, nó được sản xuất bởi Roche.

## Cơ chế
Cơ chế chính xác của nó không được biết, nhưng trong ống nghiệm nó ức chế chuyển vị.

## Công dụng
Đó là tại một thời điểm, nhưng không còn được phân phối bởi Trung tâm kiểm soát dịch bệnh trên cơ sở sử dụng từ bi như một loại thuốc điều tra để điều trị bệnh amip do kháng metronidazole.

### Nhiễm trùng amip
Một số ví dụ về việc sử dụng dehydroemetine trong điều trị nhiễm trùng amip bao gồm:
1. Năm 1993, việc điều trị thành công bệnh viêm amidan ở một bé gái 7 tuổi với dehydroemetine và metronidazole ở Mexico.[3]
2. Một nghiên cứu mù đôi về dehydroemetine đường uống trong điều trị bệnh amip được thực hiện tại Bệnh viện St. Mary, Đại học Y khoa Công giáo, Seoul, Hàn Quốc trong năm 1973-1974 cho thấy điều trị bằng dehydroemetine có hiệu quả. Tổng cộng có 60 bệnh nhân đã được điều trị, 20 bệnh nhân với dehydroemetine, 20 bệnh nhân mắc Tiberal và 20 bệnh nhân mắc metronidazole. Một phần tư số bệnh nhân được điều trị bằng dehydroemetine đã báo cáo các phản ứng bất lợi, so với 20% với các thuốc khác, nhưng không có bệnh nhân nào ngừng điều trị do phản ứng. Trong cả ba trường hợp, việc điều trị bằng thuốc đều dẫn đến việc loại bỏ nhiễm trùng, được xác định là kết quả âm tính thông qua xét nghiệm O & P, ở tất cả trừ 1-2 bệnh nhân.[4]

1. Một nghiên cứu năm 1979 trên 27 bệnh nhân được điều trị bằng dehydroemetine và nhiều loại thuốc khác cho thấy tất cả các phối hợp thuốc đều thành công trong điều trị áp xe gan do amip.[5]
2. Một nghiên cứu in vitro năm 1986 đã so sánh tác dụng của dehydroemetine, metronidazole, ornidazole và secnidazole trên Entamoeba histolytica. Metronidazole được tìm thấy là có hiệu quả nhất, và ba loại thuốc khác có hiệu quả tương tự.[6]

### Trong các bệnh khác
Một báo cáo năm 1980 đã mô tả việc sử dụng dehydroemetine trong điều trị herpes zoster, một tình trạng có thể gây ra các triệu chứng thần kinh đau đớn. Nghiên cứu có sự tham gia của 40 bệnh nhân, tất cả đều trên 60 tuổi và so sánh điều trị bằng dehydroemetine với một loại thuốc khác. Nghiên cứu báo cáo những bệnh nhân được điều trị bằng dehydroemetine có kinh nghiệm giảm đau thần kinh mà không có thay đổi chức năng tim mạch.
Chứng mất nước đã được nghiên cứu để điều trị nhiễm trùng Leishmania.